# (300164) 2006 VE140
(300164) 2006 VE140 es un asteroide perteneciente al cinturón de asteroides descubierto el 15 de noviembre de 2006 por el equipo del Spacewatch desde el Observatorio Nacional de Kitt Peak, Arizona, Estados Unidos.

## Designación y nombre
Designado provisionalmente como 2006 VE140.

## Características orbitales
2006 VE140 está situado a una distancia media del Sol de 3,145 ua, pudiendo alejarse hasta 3,735 ua y acercarse hasta 2,555 ua. Su excentricidad es 0,187 y la inclinación orbital 1,301 grados. Emplea 2037,92 días en completar una órbita alrededor del Sol.

## Características físicas
La magnitud absoluta de 2006 VE140 es 16,7. 